# Prociphilus ushikoroshi
Prociphilus ushikoroshi är en insektsart. Prociphilus ushikoroshi ingår i släktet Prociphilus och familjen långrörsbladlöss. Inga underarter finns listade i Catalogue of Life.